# FC Spartak Jerevan
Football Club Spartak Jerevan (arménsky: «Սպարտակ» Ֆուտբոլային Ակումբ) byl arménský fotbalový klub sídlící ve městě Jerevan. Klub byl založen v roce 2001 přestěhováním klubu Araks Ararat FC do Jerevanu. Klub zanikl v roce 2003, většina jeho hráčů poté přešla do klubu FC Bananc Jerevan.

## Historické názvy
Zdroj:
- 2001 – FC Araks-Impeks Jerevan (Football Club Araks-Impeks Jerevan)
- 2002 – FC Spartak Jerevan (Football Club Spartak Jerevan)

## Umístění v jednotlivých sezonách
Zdroj:
Legenda: Z - zápasy, V - výhry, R - remízy, P - porážky, VG - vstřelené góly, OG - obdržené góly, +/- - rozdíl skóre, B - body, červené podbarvení - sestup, zelené podbarvení - postup, fialové podbarvení - reorganizace, změna skupiny či soutěže
| Arménie (2001 – 2002) |                   |        |    |    |   |   |    |    |     |    |        |
| Sezóny                | Liga              | Úroveň | Z  | V  | R | P | VG | OG | +/- | B  | Pozice |
| 2001                  | Bardsragujn chumb | 1      | 22 | 15 | 3 | 4 | 57 | 13 | +44 | 48 | 3.     |
| 2002                  | Bardsragujn chumb | 1      | 22 | 15 | 4 | 3 | 58 | 16 | +42 | 49 | 4.     |

## Účast v evropských pohárech
| Ročník  | Soutěž     | Kolo     | Klub        | Doma | Venku | Celkem |
| ------- | ---------- | -------- | ----------- | ---- | ----- | ------ |
| 2002/03 | Pohár UEFA | Předkolo | Servette FC | 2:2  | 0:3   | 0:5    |

## Spartak-2
Spartak-2 byl rezervní tým jerevanského Spartaku, naposled hrající v sezóně 2002 Aradżin chumb (2. nejvyšší soutěž). Největšího úspěchu dosáhl klub v sezóně 2002, kdy se v Aradżin chumb (2. nejvyšší soutěž) umístil na 8. místě.

### Umístění v jednotlivých sezonách
Zdroj:
Legenda: Z - zápasy, V - výhry, R - remízy, P - porážky, VG - vstřelené góly, OG - obdržené góly, +/- - rozdíl skóre, B - body, červené podbarvení - sestup, zelené podbarvení - postup, fialové podbarvení - reorganizace, změna skupiny či soutěže
| Arménie (2002) |               |        |    |    |   |    |    |    |     |    |        |
| Sezóny         | Liga          | Úroveň | Z  | V  | R | P  | VG | OG | +/- | B  | Pozice |
| 2002           | Aradżin chumb | 2      | 30 | 13 | 4 | 13 | 60 | 49 | +11 | 43 | 8.     |